# Drapeau de l'Irlande
Le drapeau national de l'Irlande (en irlandais : An Bhratach Náisiúnta), également connu sous le nom de tricolore irlandais, est le drapeau et le pavillon national de la république d'Irlande. Le drapeau est d'abord adopté en tant que drapeau national de l'État libre d'Irlande à partir de sa création en 1922. Il est confirmé comme drapeau officiel dans la constitution de décembre 1937.

Le drapeau de la présidence de l'Irlande (héritage du drapeau de l'Irlande au XVIe siècle)
Le pavillon de beaupré de la Marine irlandaise (héritage du drapeau de l'Irlande aux XVIIIe et XIXe siècles)
Drapeau de l'Irlande (communément utilisé aux proportions 2:3) [réf. souhaitée]

L'usage des trois couleurs est attesté depuis 1830, quand des patriotes irlandais fêtent le retour au drapeau tricolore en France après les Trois Glorieuses. Le drapeau dans sa disposition actuelle est déployé pour la première fois en 1848 par le mouvement Jeune Irlande. Il flotte sur la Poste centrale de Dublin et sur les positions tenues par les troupes républicaines lors du soulèvement de Pâques 1916. Il reste le drapeau officiel quand l'Irlande devient une république en 1949. 
Il a été longtemps interdit dans les six comtés du Nord, sous souveraineté britannique. Le tricolore est vu par bien des nationalistes comme le drapeau national de toute l'Irlande. Il est donc utilisé (avec controverse) par beaucoup de nationalistes en Irlande du Nord.
Le tricolore, avec ses trois bandes verticales égales de vert (côté du mât), blanc et orange, est inspiré du tricolore français et il serait lui-même à l'origine du tricolore terre-neuvien.
Ces trois couleurs symbolisent respectivement :
- Vert : couleur emblématique de mouvement catholique de libération nationale, est associée traditionnellement à l'Irlande (The Emerald Isle, « l'île d'émeraude »)[2],
- Blanc : symbole de paix entre les deux communautés,
- Orange : commémore pour les protestants la victoire décisive du roi d'Angleterre Guillaume III (issu de la maison d'Orange-Nassau) que celui-ci remporta le 30 juillet 1690 à la Boyne sur les partisans catholiques de Jacques II.

## Conception
L'article 7 de la Constitution de l'Irlande dit que le drapeau national de l'Irlande doit être de conception tricolore vert, blanc et orange.
Le drapeau doit être de forme rectangulaire et sa longueur doit être deux fois sa largeur. Les trois couleurs pâles — vert, blanc et orange — doivent être de taille égale, et disposé verticalement. Les couleurs précises du drapeau établies par le département du Taoiseach sont :
| Couleur | ● Vert pâle | ● Blanc       | ● Orange pâle |
| ------- | ----------- | ------------- | ------------- |
| HTML    | #169B62     | #FFFFFF       | #FF883E       |
| RVB     | 22, 155, 98 | 255, 255 ,255 | 255,136,62    |
| Pantone | 347         | White         | 151           |
| CMJN    | 86.0.37.39  | 0.0.0.0       | 0.47.76.0     |